# BRM・P139
BRM・P139 は、ブリティッシュ・レーシング・モータースが1969年、1970年のF1世界選手権に投入したフォーミュラ1カー。ピーター・ライトとトニー・サウスゲートによって設計された。エンジンは自社製の3リッターV12エンジンを搭載した。

## レース戦績
1969年シーズン、P139は第6戦のイギリスグランプリで投入され、ジョン・サーティースがドライブした。予選6番手からスタートしたが、これはBRMにとってシーズンの予選における最高成績であった。決勝では1周目にフロントサスペンションが破損、リタイアとなっている。続くドイツグランプリでもサスペンショントラブルが発生、決勝を走行することはできなかった。イタリアグランプリでは2台目のP139が準備され、ジャッキー・オリバーもドライブすることとなった。サーティースは周回数不足で非完走扱いとなり、オリバーは油圧低下のためリタイアした。カナダでは両者ともエンジントラブルでリタイアした。アメリカグランプリではサーティースが3位に入賞するが、チームにとって今シーズン唯一の表彰台となった。最終戦のメキシコではオリバーが6位に入賞し、チームは7ポイントを獲得、ランキング5位となった。
1970年シーズン、チームはP153を使用し、P139は開幕戦でジョージ・イートンがドライブした。イートンは予選23位、決勝はリタイアとなった。

## F1における全成績
(key)（太字はポールポジション、斜体はファステストラップ）
| 年      | チーム                                     | エンジン         | タイヤ | ドライバー           | 1   | 2   | 3   | 4   | 5   | 6   | 7   | 8   | 9   | 10  | 11  | 12  | 13  | ポイント | 順位  |
| ------- | ------------------------------------------ | ---------------- | ------ | -------------------- | --- | --- | --- | --- | --- | --- | --- | --- | --- | --- | --- | --- | --- | -------- | ----- |
| 1969年  | オーウェン・レーシング・オーガニゼーション | BRM P142 3.0 V12 | D      |                      | RSA | ESP | MON | NED | FRA | GBR | GER | ITA | CAN | USA | MEX |     |     | 7 1      | 5位 1 |
| 1969年  | オーウェン・レーシング・オーガニゼーション | BRM P142 3.0 V12 | D      | ジョン・サーティース |     |     |     |     |     | Ret | Ret | NC  | Ret | 3   | Ret |     |     | 7 1      | 5位 1 |
| 1969年  | オーウェン・レーシング・オーガニゼーション | BRM P142 3.0 V12 | D      | ジャッキー・オリバー |     |     |     |     |     |     |     | Ret | Ret | Ret | 6   |     |     | 7 1      | 5位 1 |
| 1970年  | オーウェン・レーシング・オーガニゼーション | BRM P142 3.0 V12 | D      |                      | RSA | ESP | MON | BEL | NED | FRA | GBR | GER | AUT | ITA | CAN | USA | MEX | 23 2     | 7位 2 |
| 1970年  | オーウェン・レーシング・オーガニゼーション | BRM P142 3.0 V12 | D      | ジョージ・イートン   | Ret |     |     |     |     |     |     |     |     |     |     |     |     | 23 2     | 7位 2 |
| 1970年  | オーウェン・レーシング・オーガニゼーション | BRM P142 3.0 V12 | D      | ヴェルナー・ビッケル |     | DNA |     |     |     |     |     |     |     |     |     |     |     | 23 2     | 7位 2 |
| Source: |                                            |                  |        |                      |     |     |     |     |     |     |     |     |     |     |     |     |     |          |       |

^1 2ポイントをBRM・P138が獲得した。
 ^2 全ポイントをBRM・P153が獲得した。

## 参照
1. 1 2  Stats F1. “BRM P139”. 2015年11月23日閲覧。
2. ↑  Ultimate car page. “BRM”. 2016年8月20日閲覧。
3. ↑  Small, Steve (1994). The Guinness Complete Grand Prix Who's Who. Guinness. pp. 271, and 371. ISBN 0851127029